# Rinaldo d'Este (1230)
Rinaldo d'Este (Ferrara, 1230 – 1251) è stato un nobile italiano.

## Biografia
Era figlio di Azzo VII d'Este, signore di Ferrara e di Giovanna di Puglia (*? †1233).
Fu consegnato dal padre all'imperatore Federico II di Svevia per pegno di fede nel 1239 e quando Azzo VII si dichiarò apertamente a favore della Chiesa, Rinaldo fu inizialmente rinchiuso in carcere a Cremona ed in seguito in Puglia, dove morì probabilmente avvelenato nel 1251, su consiglio di Ezzelino III da Romano.

## Discendenza
Rinaldo sposò Adelaide, figlia di Alberico da Romano e nipote di Ezzelino III da Romano, nella speranza di concludere le lotte tra le due famiglie ma non ebbero figli.
Rinaldo ebbe però tre figli naturali:
- Pietro, condottiero
- Costanza
- Obizzo (1247-1293), marchese di Ferrara dal 1264 al 1293

## Ascendenza
|                    |   |                      | Genitori                 |  |  | Nonni |  |  | Bisnonni      |  |  | Trisnonni       |  |
|                    |   |                      |                          |  |  |       |  |  | Azzo V d'Este |  |  | Obizzo I d'Este |  |
|                    |   |                      |                          |  |  |       |  |  | Azzo V d'Este |  |  | Obizzo I d'Este |  |
|                    |   | Sofia da Lendinara   |                          |  |  |       |  |  | Azzo V d'Este |  |  |                 |  |
| Azzo VI d'Este     |   |                      |                          |  |  |       |  |  | Azzo V d'Este |  |  |                 |  |
|                    |   | …                    | …                        |  |  |       |  |  |               |  |  |                 |  |
|                    |   | …                    | …                        |  |  |       |  |  |               |  |  |                 |  |
|                    |   | …                    | …                        |  |  |       |  |  |               |  |  |                 |  |
| Azzo VII d'Este    |   | …                    |                          |  |  |       |  |  |               |  |  |                 |  |
|                    |   | Rinaldo di Châtillon | Enrico di Châtillon      |  |  |       |  |  |               |  |  |                 |  |
|                    |   | Rinaldo di Châtillon | Enrico di Châtillon      |  |  |       |  |  |               |  |  |                 |  |
|                    |   | Rinaldo di Châtillon | …                        |  |  |       |  |  |               |  |  |                 |  |
| Alice di Châtillon |   | Rinaldo di Châtillon |                          |  |  |       |  |  |               |  |  |                 |  |
|                    |   | Stefania de Milly    | Philippe de Milly        |  |  |       |  |  |               |  |  |                 |  |
|                    |   | Stefania de Milly    | Philippe de Milly        |  |  |       |  |  |               |  |  |                 |  |
|                    |   | Stefania de Milly    | Isabella d'Oltregiordano |  |  |       |  |  |               |  |  |                 |  |
| Rinaldo I d'Este   |   | Stefania de Milly    |                          |  |  |       |  |  |               |  |  |                 |  |
|                    | … | …                    |                          |  |  |       |  |  |               |  |  |                 |  |
|                    | … | …                    |                          |  |  |       |  |  |               |  |  |                 |  |
|                    | … | …                    |                          |  |  |       |  |  |               |  |  |                 |  |
| …                  | … |                      |                          |  |  |       |  |  |               |  |  |                 |  |
|                    |   | …                    | …                        |  |  |       |  |  |               |  |  |                 |  |
|                    |   | …                    | …                        |  |  |       |  |  |               |  |  |                 |  |
|                    |   | …                    | …                        |  |  |       |  |  |               |  |  |                 |  |
| Giovanna           |   | …                    |                          |  |  |       |  |  |               |  |  |                 |  |
|                    |   | …                    | …                        |  |  |       |  |  |               |  |  |                 |  |
|                    |   | …                    | …                        |  |  |       |  |  |               |  |  |                 |  |
|                    |   | …                    | …                        |  |  |       |  |  |               |  |  |                 |  |
| …                  |   | …                    |                          |  |  |       |  |  |               |  |  |                 |  |
|                    |   | …                    | …                        |  |  |       |  |  |               |  |  |                 |  |
|                    |   | …                    | …                        |  |  |       |  |  |               |  |  |                 |  |
|                    |   | …                    | …                        |  |  |       |  |  |               |  |  |                 |  |
|                    |   | …                    |                          |  |  |       |  |  |               |  |  |                 |  |